# Климентов Леонід Вікторович
Леонід ВІкторович Климентов (1892 — 1989) — український радянський фізико-географ, геоботанік, педагог.

## Біографія
Л. В. Климентов народився 13(25) грудня 1892 року в Дагестані.
У 1918 році закінчив Новоросійський університет і там навчався в аспірантурі на кафедрі географії.
З 1920 року працював в Одеському інституті народної освіти, обіймав посаду доцента.
В 1930—1933 роках обіймав посаду професора, завідувача кафедри ботаніки і географії Одеського інституту соціального виховання.
У 1933 році присуджений науковий ступінь кандидата географічних наук, а у 1934 році затверджений у вченому званні доцента.
З 1933 року працював доцентом кафедри фізичної географії Одеського державного педагогічного інституту. Викладав в Одеському німецькому педагогічному інституті.
В 1938—1941 роках,  1945—1949 роках завідував кафедрою фізичної географії Одеського державного університету імені І. І. Мечникова, в якому працював до 1969 року.
В 1945 — 1950- роках працював доцентом кафедри фізичної географії географічного факультету   Одеського державного педагогічного інституту імені К. Д. Ушинського.
Помер 20 жовтня 1989 року в Одесі.

## Наукова діяльність
Спостерігав та документував рельєф та зміни рослинності на Головному Кавказькому хребті, склав унікальну карту рельєфу Північного схилу Кавказу.
Досліджував торфовища, плавневі та еолові ландшафти в пониззях Дністра, Дніпра та Дунаю.
Склав науковий нарис рослинності Бессарабії та Одещини.
Вивчав температуру та солоність води Куяльницького лиману, температуру  та крижаний покрив Одеської затоки.
Досліджував ґрунти степової України.
Є  автором понад 30 опублікованих праць.

#### Праці
- О растительности Белого озера и его ближайших окрестностей/ Л. В. Климентов// Журнал науково-дослідних кафедр Одеси. — 1924. – Т. 1, № 10-11. — С. 107—116.
- К изменениям в растительном составе Белого озера (поданным 1918—1928 гг.)/ Л. В. Климентов//Записки Одесского общества естествоиспытателей. — 1929. — Т. 44. — С. 87 — 91.
- Природа Правобережного Причерноморья (Территории Измаильской, Одесской, Николаевской и западной  части Херсонской областей)/ Л. В. Климентов. — Одесса, 1951. — 273 с.
- Плавни низовьев Днестра и Днепра, их генезис и некоторые свойства/ Л. В. Климентов// Известия Всесоюзного Географического общества. –  1954. — Т. 86, № 1. — 80 — 85.
- О растительности и ландшафтах нижне-днестровской поймы и её плавней и происходящих в них сдвигах/ Л. В. Климентов// Известия Всесоюного Географического общества. — 1960. — Т. 92. Вып 3. — С. 225—250.
- О содержании понятия «плавни»/Л. В. Климентов// Ботанический журнал. — 1964. — Т. 49, № 1. — С. 127—130.